# Équipe de Belgique de football en 1947
Maillots
Chronologie
Saison précédente Saison suivante
Le bilan de l'équipe de Belgique de football est catastrophique en 1947 avec cinq défaites et une seule victoire, mais quelle victoire !

## Résumé de la saison
L'année avait pourtant débuté de la meilleure des manières avec une victoire nette et sans concessions (5-0), officieuse il est vrai, face la sélection hollandaise des Zwaluwen (nl) à Gand, au grand dam de la presse d'outre-Moerdijk qui reconnaissait une bien meilleure technique et tactique dans le chef des Belges sur un terrain gelé.
Les joueurs devaient encore trouver leurs marques dans la nouvelle organisation défensive du coach anglais Bill Gormlie mais les débuts sont néanmoins encourageants car les Diables Rouges font jeu égal avec leurs adversaires lors de chacune des rencontres qui suivent, du moins jusqu'à la mi-temps, à l'exception des Anglais et des Suisses.
Ainsi, les deux habituelles explications face aux Pays-Bas s'achevèrent de la même manière, aussi bien à Amsterdam qu'au Bosuil, soit sur deux victoires bataves (2-1) et (1-2), toutefois flatteuses.
Le 18 mai, la Belgique reçoit l'Écosse pour la première fois au Heysel et s'impose (2-1) contre toute attente, les Diables Rouges deviennent la première équipe du continent à mettre les îliens à genoux et signent ainsi un succès de prestige de plus et une revanche sur le nul immérité de Glasgow la saison précédente. Cette performance exceptionnelle est quelque peu éclipsée par une victoire encore plus éclatante de la part de la Suisse (1-0) à Zürich face à l'Angleterre qui s'incline, elle aussi, pour la première fois face à une formation continentale.
Les Belges se déplacent ensuite à Colombes pour y affronter Les Bleus et doivent s'avouer vaincus (4-2), un score exagéré selon la presse néerlandaise qui souligne que Julien Darui fut suppléé à trois ou quatre reprises par ses montants alors qu'il était irrémédiablement battu. La France bénéficiait tout de même à l'époque d'une génération dorée qui allait devenir l'une des toutes meilleures équipes nationales, même si elle rate sa Coupe du monde en 1954, et terminer troisième de la Coupe du monde en Suède avec un Just Fontaine au sommet de son art qui détient encore toujours le record de treize buts inscrits au long d'un seul et même tournoi.
La Seconde Guerre mondiale ayant retardé les festivités, la fédération belge avait décidé de mettre les petits plats dans les grands pour son 50e anniversaire et d'inviter l'invicible Albion à venir se produire à Bruxelles le 21 septembre. La Belgique allait devoir s'incliner (2-5) face à ce qui était probablement l'équipe d'Angleterre la plus forte de l'histoire.
En baisser de rideau de la saison, les Diables Rouges se déplacent pour la première fois en avion à Genève et y sont défaits sévèrement par la Nati (4-0) dans une partie où le score était déjà scellé après seulement une demi-heure de jeu.

## Les matchs
| Match amical                                                  | Pays-Bas            | 2 – 1   | Belgique     | Stade olympique Amsterdam, Pays-Bas              |                                                  |
| 7 avril 1947 · 14:30 heure locale · Historique des rencontres | Bergman (nl) 6e 65e | (1 – 1) | Thirifays 8e | Spectateurs : 55 000 Arbitrage : Charles Tibaldi | Spectateurs : 55 000 Arbitrage : Charles Tibaldi |
| 7 avril 1947 · 14:30 heure locale · Historique des rencontres | Rapport             |         |              | Spectateurs : 55 000 Arbitrage : Charles Tibaldi | Spectateurs : 55 000 Arbitrage : Charles Tibaldi |

| Match amical                                                | Belgique | 1 - 2   | Pays-Bas                     | Bosuilstadion Deurne, Belgique                   |                                                  |
| 4 mai 1947 · 15:00 heure locale · Historique des rencontres | Anoul 7e | (1 – 1) | Roosen (nl) 21e · Dräger 62e | Spectateurs : 45 457 Arbitrage : James Wiltshire | Spectateurs : 45 457 Arbitrage : James Wiltshire |
| 4 mai 1947 · 15:00 heure locale · Historique des rencontres | Rapport  |         |                              | Spectateurs : 45 457 Arbitrage : James Wiltshire | Spectateurs : 45 457 Arbitrage : James Wiltshire |

| Match amical                                                 | Belgique      | 2 - 1   | Écosse    | Stade du Heysel Laeken, Belgique              |                                               |
| 18 mai 1947 · 15:00 heure locale · Historique des rencontres | Anoul 28e 75e | (1 – 0) | Steel 64e | Spectateurs : 51 161 Arbitrage : Vald Laursen | Spectateurs : 51 161 Arbitrage : Vald Laursen |
| 18 mai 1947 · 15:00 heure locale · Historique des rencontres | Rapport       |         |           | Spectateurs : 51 161 Arbitrage : Vald Laursen | Spectateurs : 51 161 Arbitrage : Vald Laursen |

| Match amical                                                   | France                                 | 4 - 2   | Belgique                   | Stade olympique Yves-du-Manoir Colombes, France |                                             |
| 1er juin 1947 · 15:00 heure locale · Historique des rencontres | Vaast 13e 84e · Baratte 77e · Dard 83e | (1 – 1) | De Cleyn 17e · Coppens 76e | Spectateurs : 35 176 Arbitrage : Jan Beneda     | Spectateurs : 35 176 Arbitrage : Jan Beneda |
| 1er juin 1947 · 15:00 heure locale · Historique des rencontres | Rapport                                |         |                            | Spectateurs : 35 176 Arbitrage : Jan Beneda     | Spectateurs : 35 176 Arbitrage : Jan Beneda |

| Match amical                                                       | Belgique                   | 2 - 5   | Angleterre                                      | Stade du Heysel Laeken, Belgique              |                                               |
| 21 septembre 1947 · 16:00 heure locale · Historique des rencontres | Mermans 34e · De Cleyn 53e | (1 – 3) | Lawton 1re 63e · Mortensen 15e · Finney 22e 60e | Spectateurs : 54 326 Arbitrage : James Martin | Spectateurs : 54 326 Arbitrage : James Martin |
| 21 septembre 1947 · 16:00 heure locale · Historique des rencontres | Rapport                    |         |                                                 | Spectateurs : 54 326 Arbitrage : James Martin | Spectateurs : 54 326 Arbitrage : James Martin |

Note : Ce match amical fut organisé pour célébrer le 50e anniversaire de l'Union Royale Belge des Sociétés de Football-Association (URBSFA).
| Match amical                                                     | Suisse                                   | 4 - 0   | Belgique | Stade des Charmilles Genève, Suisse               |                                                   |
| 2 novembre 1947 · 15:00 heure locale · Historique des rencontres | Lusenti 5e 27e · Fatton 11e · Tamini 28e | (4 – 0) |          | Spectateurs : 27 000 Arbitrage : Bjarne Bech (no) | Spectateurs : 27 000 Arbitrage : Bjarne Bech (no) |
| 2 novembre 1947 · 15:00 heure locale · Historique des rencontres | Rapport                                  |         |          | Spectateurs : 27 000 Arbitrage : Bjarne Bech (no) | Spectateurs : 27 000 Arbitrage : Bjarne Bech (no) |

## Les joueurs
| Joueurs                   | Joueurs                   | Amical | Amical | Amical | Amical | Amical | Amical |
| ------------------------- | ------------------------- | ------ | ------ | ------ | ------ | ------ | ------ |
| Gardiens de but           |                           |        |        |        |        |        |        |
| François Daenen           | Royal Tilleur FC          | 90     | 90     | 90     | 90     | 90     | r      |
| Henri Meert               | RSC Anderlechtois         | r      | r      | r      | r      | r      | 90     |
| Jules Van Den Driesch     | RFC Malinois              | r      |        |        |        |        |        |
| Défenseurs                |                           |        |        |        |        |        |        |
| Léon Aernaudts            | K Berchem Sport           | 90     | 90     | 90     | 90     | 90     | 90     |
| Willy Vermeulen           | RFC Malinois              | 90     |        |        |        |        |        |
| Joseph Pannaye            | Royal Tilleur FC          | 90     | 90     | 90     | 90     | 90     | r      |
| Antoine Puttaert          | Union Saint-Gilloise      | 90     | 90     |        |        | r      |        |
| Adolf De Buck             | SC Eendracht Alost        | 90     | 90     | 90     |        | r      |        |
| Charles Van Boven         | R Beerschot AC            |        | r      | r      |        |        |        |
| Fernand Massay            | Standard de Liège         |        |        | 90     | 90     | 90     | 90     |
| Milieux                   |                           |        |        |        |        |        |        |
| Marcel Vercammen          | K Lyra                    | r      | 90     |        |        |        | r      |
| Jules Henriet             | R Charleroi SC            |        | r      | 90     | 90     | 90     | 90     |
| Joseph Homble             | Olympic Club de Charleroi |        |        |        | r      | r      | 90,    |
| Attaquants                |                           |        |        |        |        |        |        |
| Victor Lemberechts        | RFC Malinois              | 90     | 90     | 90     | 90     | 90     | 90     |
| Henri Coppens             | RFC Malinois              | 90     | 90     | 90     | 90     | 90     | 90     |
| Albert De Cleyn           | RFC Malinois              | 90     | 90     | 90     | 90     | 90     | 90     |
| Frédéric Chaves d'Aguilar | ARA La Gantoise           | 90     |        |        |        |        |        |
| René Thirifays            | R Charleroi SC            | 90     | 90     | 90     | 90     | 90     | 90     |
| Léopold Anoul             | RFC Liégeois              | r      | 90 ,   | 90     | 90     | 90     | 90     |
| Michel Van Vaerenbergh    | RSC Anderlechtois         |        | r      | r      | r      |        |        |
| Jef Mermans               | RSC Anderlechtois         |        |        | r      | 90     | 90     | 90     |
| Désiré Van Den Audenaerde | Royal Antwerp FC          |        |        |        |        |        | r      |

Un « r » indique un joueur qui était parmi les remplaçants mais qui n'est pas monté au jeu.
1. 1 2 3  Première sélection officielle pour le joueur.
2. 1 2 3 4 5 6  Dernière sélection officielle pour le joueur.
3. 1 2 3  Premier but officiel pour le joueur.

## Sources